# 有賀喜一
有賀 喜一（ありが きいち、1933年6月27日 - ）は、日本の牧師、伝道者、神学校教師。全日本リバイバルミッション代表。リバイバル聖書神学校校長。超教派の聖会で講師を務め、複数の神学校で教鞭をとる。

## 生い立ち
福島県出身。ノン・クリスチャンの家に生まれる。青年時代に鉄道自殺を試みるが、それに失敗した後に、イエス・キリストを救い主と信じて救われる。関西聖書神学校卒業、フラー神学校にて「世界宣教と教会成長を」の研修を受ける。関西聖書神学校校長を経てアメリカ・ニューポート大学より名誉神学博士号を受けたが2024年に返上。

## ミニストリー
伝道者として召され、超教派で活躍する。

## 著書
- 『永遠のいのち』新生運動 1992
- 『イエスから目を離さないでいなさい』いのちのことば社 1990
- 『新世紀を迎えるために』プレイズ出版　1998
- 『道』いのちのことば社1988
- 『しあわせへのパスポート』いのちのことば社 1992
- 『人生の変革』いのちのことば社1984

共著
- 『クリスチャンライフ入門』共著いのちのことば社 1981
- 『キリストのからだを理解する:地域教会と宣教団体』共著プレイズ出版 1999
- 『ヘブル人への手紙・ヤコブの手紙』共著 いのちのことば社 1983

訳書
- 『伝道と仏教徒』有賀喜一訳 関西ミッション・リサーチ・センター 日本福音同盟 1983
- 『日本の教会成長』山森鉄直著 有賀喜一訳 いのちのことば社 1985
- 『伝道と教会の自己診断:生きた教会への神の処方箋』バージル・ガーバー著 有賀喜一訳 いのちのことば社 1976
- 『聖霊による生涯』スタンリー・バンクス著 いのちのことば社 1975